# Hossmo församling
Hossmo församling är en församling i Dörby-Hossmo pastorat i Kalmar-Ölands kontrakt i Växjö stift och Kalmar kommun. 
Hossmo församlings församlingskyrka är Hossmo kyrka.

## Administrativ historik
Hossmo församling har medeltida ursprung med en kyrka från 1100-talet. Församlingen ingick före 1962 i Ljungby pastorat och därefter i Dörby pastorat.